# Claudenus
Claudenus is een monotypisch geslacht van zakpijpen (Ascidiacea) uit de familie van de Pyuridae en de orde Stolidobranchia.

## Soort
- Claudenus antipodus (Kott, 1972)

Niet geaccepteerde soort:
- Claudenus appendiculata (Heller, 1877) → Molgula appendiculata Heller, 1877